# Ōsaka-Sayama
Ōsaka-Sayama (japanisch 大阪狭山市, -shi) ist eine Stadt in der Präfektur Osaka in Japan.

## Geographie
Ōsaka-Sayama liegt östlich von Sakai und südöstlich von Osaka.

## Geschichte
Die bis dahin bestehende kreisangehörige Ortschaft Sayama (Sayama-chō) wurde am 1. Oktober 1987 zur kreisfreien Stadt (-shi), dabei wurde dem Ortsnamen der Präfekturname Ōsaka vorangestellt – in Saitama gab es bereits seit 1954 eine Sayama-shi.

## Verkehr
- Zug: Nankai-Koya-Linie
- Straße: Nationalstraße 310

## Sehenswürdigkeiten
Unweit vom Bahnhof liegt der Sayama-See (sayama-ike), der älteste erhaltene Stausee Japans, der schon im Nihonshoki erwähnt wurde. Ein Museum (englisch Name: Osaka Prefectural Sayamaike Museum), erbaut von Tadao Andō, würdigt die Geschichte des Sees mit einer Präsentation von Ausgrabungsfunden.

## Angrenzende Städte und Gemeinden
- Sakai
- Tondabayashi
- Kawachinagano

## Persönlichkeiten
- Aki Takayama (* 1970), Synchronschwimmerin
- Yōko Yoneda (* 1975), Synchronschwimmerin
- Yōko Isoda (* 1978), Synchronschwimmerin
- Riho Nakajima (* 1978), Synchronschwimmerin
- Juri Tatsumi (* 1979), Synchronschwimmerin
- Yūki Kotani (* 1991), Fußballspieler

## Weblinks

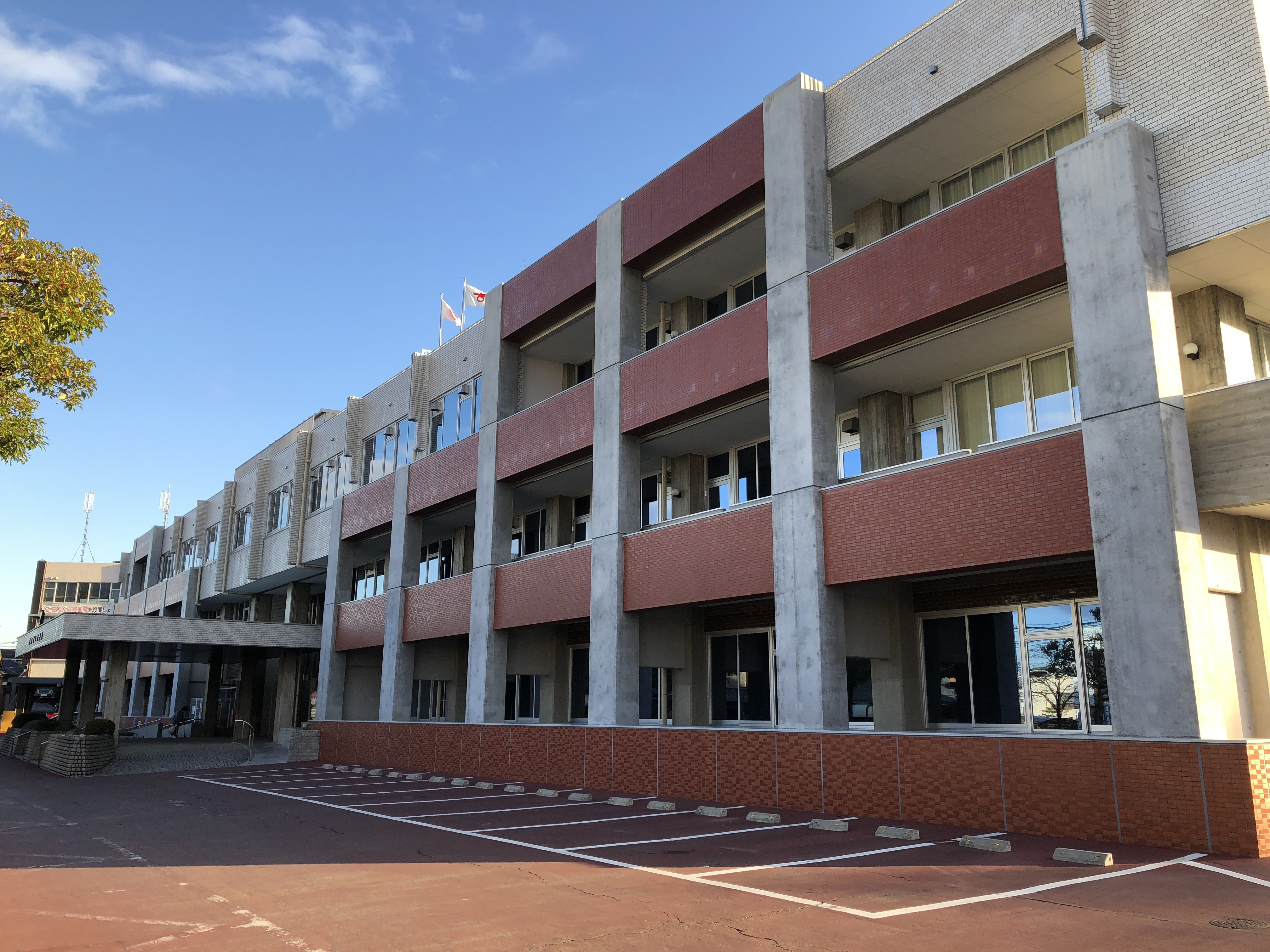
Rathaus von Osaka Sayama